# Gödre
Gödre är en ort i Ungern.   Den ligger i provinsen Baranya, i den sydvästra delen av landet, 160 km sydväst om huvudstaden Budapest. Gödre ligger 165 meter över havet och antalet invånare är 957.
Terrängen runt Gödre är platt. Runt Gödre är det ganska glesbefolkat, med 48 invånare per kvadratkilometer. Närmaste större samhälle är Kaposvár, 16,0 km nordväst om Gödre. Trakten runt Gödre består till största delen av jordbruksmark.